# Марк Корнелий Малугиненсис (цензор)
Вижте пояснителната страница за други личности с името Марк Корнелий Малугиненсис.
Марк Корнелий Малугиненсис (на латински: Marcus Cornelius Maluginensis) е политик на ранната Римска република през началото на 4 век пр.н.е. Произлиза от фамилията Корнелии, клон Малугиненсис.
През 393 пр.н.е. той е суфект-цензор (censor suffectus) на мястото на умрелия Гай Юлий Вописк Юл заедно с Луций Папирий Курсор. Двамата са патриции. За пръв и последен път след смъртта на един цензор се избира един заместник – суфект-цензор. Консули тази година са Луций Валерий Поцит Попликола и Публий Корнелий Малугиненсис Кос, които напускат и се избират суфектконсулите Луций Лукреций Триципитин Флав и Сервий Сулпиций Камерин.
Той провежда lustrum, данъчно определение на гражданите на Марсово поле и дава три животни като жертвоприношение за бог Марс. Тази година римляните водят война с еквите.